# 機動戦士ガンダム 戦場の絆

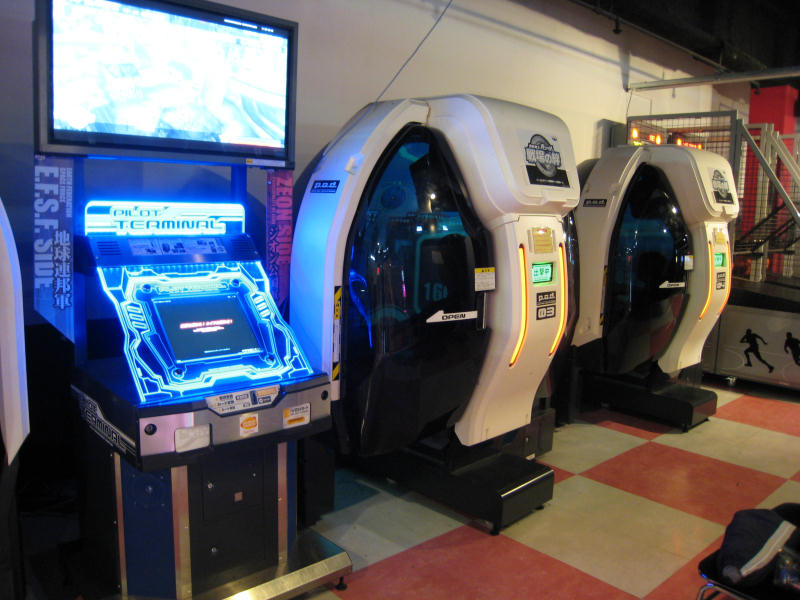
機動戦士ガンダム 戦場の絆で使用されているP.O.D.筐体

『機動戦士ガンダム 戦場の絆』（きどうせんしガンダム せんじょうのきずな）は、アニメ『機動戦士ガンダム』を題材としたアーケードゲームである。大型筐体に乗り込み、本当に大型戦闘ロボットを操縦しているような体験が出来る。
アーケード業界において大型筐体を用いた体感ゲームのノウハウを持つナムコと、ガンダムを用いたゲームを多く世に送り出してきたバンダイ。両社の経営統合を、ある意味如実に体現したゲームと言える。
2020年に約14年ぶりとなるバージョンアップではない完全新作『機動戦士ガンダム 戦場の絆II』が発表され、2021年7月27日より稼働が開始された。
『機動戦士ガンダム 戦場の絆』については、2021年11月30日（午前2時）をもってサービス終了となった（2021年8月に告知）。

## 変遷

### ロケテスト
2006年4月、ナムコ直営店の東京都中野区プラボ中野店（2010年7月30日現店名namco中野店へ変更）と神奈川県横浜市鶴見区プラボ鶴見店（2009年1月15日閉店）で最初のロケテストが行われた。2006年8月29日からは複数店舗による2回目のロケテストが開始され神奈川県川崎市幸区ナムコワンダーパークヒーローズベースで初代ガンダムの声優を招き大々的イベント宣伝を展開し、テスト店舗を逐次入れ替えながら本稼働まで継続して行われた。

### REV.1.x
2006年11月7日、REV1.00が全国にリリースされ本稼動を開始した。俗にREV1.x系と呼ばれる。オンラインアップデートは2008年9月にREV1.16をもって終了し、2009年7月1日をもってオンライン対戦などの全ての運用が終了した。
REV1.x系の発売元はバンプレスト、開発・販売はバンダイナムコゲームスのAMカンパニー。プロデューサーはバンプレストの馬場龍一郎、バンダイナムコゲームスの小山順一朗らの名前が明らかにされている。実質の制作はメインディレクターのバンダイナムコゲームスの夛湖久治によって行われていたとされる。
DLPプロジェクターは東芝製を採用。

### REV.2.x
2008年12月には、マイクやスピーカーの追加、新型レバーの採用等ハードウェアの変更の行われた。俗に言うREV2.x系がリリースされた。REV.1.x系との対戦は出来ない。
REV2.x系からは、発売、開発、販売は全てバンダイナムコゲームスのAMカンパニーが行っている。AMカンパニーはコンシューマーソフト開発部門とは異なる独立した開発部署であるため、「バンダイ」「ナムコ」「バンプレスト」いずれのレーベルも使用せず、「バンダイナムコゲームス」レーベルとなっている。
また開発メンバーもプロデューサーが高橋雄二へと変更になっている。開発チームは同じである。
DLPプロジェクターはREV.1.xと同じく東芝製を採用。

### REV.3.x
2011年7月には、システム基板と記録媒体を変更した俗に言うREV3.x系がリリースされた。REV.1.x系、REV.2.x系との対戦は出来ない。プロジェクターは当初は前の2バージョンと同じく東芝製のDLPプロジェクターを採用していたが、2011年8月以降、一部店舗ではプロジェクターを三菱電機製フルHD対応型に変更もされている。東芝製DLPプロジェクターは2018年2月9日を以って修理サポートが終了したが、三菱電機製フルHDプロジェクターは同年2月9日以降も修理サポートを継続する。

### REV.4.x
2016年12月に稼働開始。俗にいうREV4.x系がリリースされた。各種演出が『機動戦士ガンダムUC』をイメージしたものにリニューアルされた。またコストシステムの見直しが行われ、出撃地点がモビルスーツのコストによって変わるなどの変化を遂げた。

## ゲームシステム
パノラミック・オプティカル・ディスプレイ(p.o.d.)とよばれる半球スクリーンを持った操縦席型の筐体にプレイヤーが入り、それぞれのプレイヤーがモビルスーツ（以下MS）やモビルポッド（以下MP）の操縦を担当。地球連邦軍とジオン公国軍に分かれて4人対4人から最大8人対8人で戦う。同一店舗の味方プレイヤーとはボイスチャットによる通信を行うことができ、他店の味方やCPU操作のパイロットともボタン操作によるシンボルチャットでの連絡が可能。REV2.0では座席備え付けのマイクにより、音声認識機能を用いたシンボルチャットが実装された。これにより、音声認識ボタンを押しながら喋るだけで、いくつかの語句はシンボルチャットとして送信することができる。
大きな筐体だが1台につき操縦席も1席。筐体4台及びパイロットターミナル1台で1構成。システム基板は「System N2」を使用。1チーム最大8人、計16人まで同一空間でプレイすることができるので、一つの店のプレイヤーが同一部隊を構成することも可能。人数が足りない場合はネットワークを通じて他店のプレイヤーもしくはCPU操作のパイロットが、計4人以上かつ相手チームの人数と等しくなるまで補充される。店舗によっては筐体4台＋ターミナル1台のセットを複数設置している店舗もあり、筐体が8台以上の店舗であれば同一店舗だけで8人同時に出撃することも可能となる。
パイロットカードと呼ばれるメモリーカードなしでのプレイは出来ず、パイロットターミナルでカードを作る必要がある。所属する勢力（地球連邦軍、ジオン公国軍）、パイロットの外見や名前等を決めたあと300円を投入するとカードが発行される（一部の店、店舗などで更新、作成が100円の所や無料の所もある、ただし無料の所は更新しかできない所もある）。REV.3.x以降は使用カードが共通ICカードのバナパスポートカードに変更された他、REV.4.x以降は2018年10月25日からAmusement IC対応となった。
『連邦vs.ジオン』を始めとする機動戦士ガンダム vs.シリーズと同様のコスト制を採用。MS（MP）や拠点が撃破されるとそのコスト分だけ自軍の戦力ゲージが減少し、先に相手ゲージをゼロにするか時間切れによる戦闘終了後にゲージの多い方が勝ちとなる。
ゲーム終了後、パイロットターミナルにカードを入れてポイント獲得、装備品等の支給を受ける。また、初回プレイ後に所属分隊を決定することとなる（なお1か月プレーをしていないと強制的に除隊（データ消去）させられまた新しい所属小隊を決定する）。ターミナル上部のディスプレイでは、インフォメーションの他に二戦目のリプレイ映像が流される。プレイ中には気づかない戦況の変化を客観的に見ることが出来るリプレイは『戦場の絆』の醍醐味のひとつともいえる。
“乗り込み形の筐体を使ってロボットを操縦し、4人よりも多い人数でリアルタイム対戦できる”ような類似のアーケード用ゲームシステムは、今まで日本製の物は本稼働した事がない。米国製の物だと、『バトルテックセンター』があり、過去には日本でも稼働した事があった。
2008年12月、筐体のハードウェア一部交換やゲームシステムの変更や一部の既存機体のカテゴリ移動、大幅な機体追加などを含むREV2.01がリリースされた。ただし、バージョンアップにはp.o.d.の改造を含む作業が必要であり、REV1.x系の運用が終った2009年7月1日以降も一部の店舗ではREV1.x系のまま使用されている。REV1.x系のカードはそのままではREV2.x系では使用できないが、REV2.x系のターミナルで引き継ぐことにより使用できるようになる。また、接続されるゲームサーバーが異なるため、REV1.x系の店舗とREV2.x系の店舗でマッチングすることはない。

### 機体の操作
機体の移動は2本のレバーと2つのフットペダルによって操作する。レバーのみで通常移動、フットペダルを組み合わせることでダッシュ、ジャンプを行う。ダッシュ及びジャンプには制限時間があり、それを越すとオーバーヒートとなり一定時間使用不能となる。
攻撃は右トリガーで射撃攻撃、左トリガーで格闘攻撃を行い、両トリガー同時押しでサブウエポンを使用する。レバー入力によってタックル攻撃をすることもできる。射程距離内であればレバー上部側面のロックオンボタンを使いロックオン状態にすれば武器の命中率を向上させることができる。
ロックオンボタン上下にあるバタフライボタンを押すことで他のプレイヤーとコミュニケーションが行うことができる。バタフライボタンの操作では定型メッセージ（シンボルチャット）の送信のみだが、筐体にインカムを接続することで同一店舗の味方プレイヤーとはボイスチャットによる通信を行うことができる。
REV2.x以降では座席備え付けのマイクによる音声認識機能を用いたシンボルチャットが実装された。これにより、インカムを接続しなくても、音声認識ボタンを押しながら喋るだけで、いくつかの語句はシンボルチャットとして送信することができる。

### 健康上の注意
密閉された空間で長時間画面を見続ける上に目の前にある画面が急激に動くにもかかわらず体が全く動かないという構造上、体の平衡感覚がおかしくなってしまい3Dゲーム特有の3D酔いを引き起こしてしまうことがある。
2007年7月にアップデートされたREV1.07からはパイロットカード挿入後コイン投入までの間に3D酔いについての注意点が数秒間表示されるようになった。
また、REV2.09から3D酔いが起こりにくいコックピット表示を選択可能になった。

### 国際化
2010年11月24日に台湾、香港の一部の設置店にて日本と同じREV2.xまでのソフトウェアアップデートが行われマッチングが可能となった。
海外だがゲーム内容は日本のものと同じため、日本語で表記される。差異としてはREV1.xからのパイロットカードのREV2.xへの引き継ぎが出来ないこととハードウェアはREV2.xで変更されたレバーや追加マイク等はなくREV1.xのままであるため一部が機能しない。

## 機体カテゴリー
プレイヤーが使用できるMS（MP）は5つのタイプに分けられる。いずれも長所と短所があり、カテゴリーごとの役割分担が明確になっている。大型アップデートごとにカテゴリの整理･変更が行われた。

### 全バージョン共通

#### 格闘型（近接格闘型）
100m前後の格闘戦に特化したタイプ。
すばやい動きと強力な格闘能力があるが、ダッシュにはリミッターが掛けられており、短距離移動しかできない。全カテゴリー中で唯一、格闘攻撃から射撃攻撃に繋げる「クイックドロー(QD)」が使用できる。
接近戦においては爆発的な攻撃力をもつ反面、相手に距離を取られると弱い。

#### 近距離戦型（近距離型）
200m前後までの距離での戦闘に向いた汎用タイプ。
同コストの他カテゴリーの機体と比べると一般的に機動性が高く、なおかつ格闘も射撃もこなす事ができるため、前線維持や押し上げに活躍するカテゴリである。
機体の性能バランスが良く、初心者にもある程度扱いやすいカテゴリである。

### REV1.x系

#### 中距離支援型
200m〜500m前後の砲撃戦に特化したカテゴリ。
適正距離での射撃は全体的にダメージが高く脅威であるが、反面それ以外の距離での戦闘には不向き。武装の中には敵拠点に有効打を与えられる武装もある。
REV1.10アップデートにより、一部の機体には格闘能力やサブ射撃と引き換えに追加弾を装備することができる『ダブル・アームド・システム』を実装された。

#### 後方支援型
400m〜700mでの長距離射撃に特化したタイプ。
長大な射程と強力な拠点攻撃能力を持つが、懐に入られると脆い。
REV1.09より『ダブル・アームド・システム』が実装され、拠点攻略装備とMS支援装備の両立が可能となった。

#### 狙撃型
狙撃銃により最大1000m前後までの敵に大ダメージを与えられるタイプ。
ロックオンのシステムが他の機体とは大きく異なるのが特徴。長距離からほぼ一方的に攻撃できる反面、機体は脆弱で格闘能力も乏しい。
最も広いレーダーを利用して戦況を把握し、いかに敵機に接近されずに狙撃に適した場所へ移動するかという専門職の色が強いカテゴリである。

### REV2.x系

#### 射撃型
中距離支援型から変更。100m〜300m以内の射撃戦に特化したカテゴリ。
近距離戦型と比較すると、連射力や、前衛での進攻抑止力は劣るものの一撃で与えられるダメージが大きい武器を多く持つ。一部の機体は『ダブル・アームド・システム』を実装している。

#### 遠距離砲撃型
後方支援型から変更。400m〜700mでの長距離射撃に特化したタイプ。
強力な拠点攻撃能力を持つが、近距離戦闘・格闘戦闘能力は無きに等しい。『ダブル・アームド・システム』が実装されている。

#### 狙撃型
射程距離が最大600m前後まで短くなったが、REV2.05のアップデートにて、800m前後まで伸びた。
REV2.50にて旧スナイパーは機動・装甲で性能が変化する方式から、チャージ方式に変更。
以前と比べ8対8の全国対戦が激減したため、前衛としての能力が最低レベルの狙撃型は使用率が激減した。

### REV3.x系

#### 支援型
REV3.50にて狙撃型の全機体、射撃型の一部機体が移行。
『ダブル・カートリッジ・システム』を実装しており、射撃武器の特性を、近距離戦闘に優れるカートリッジ1と、長距離支援が可能なカートリッジ2とに切り替えることができる。
機体はカートリッジ2の特性ごとに『キャノン型』、『範囲ビーム型』、『ミサイル型』、『スナイパー型』の4種類に分類されるが、REV4.x系以降はそれらに当てはまらない機体も登場している。

## 登場機体
登場する機体は連邦、ジオン共に一年戦争からグリプス戦役以前の時代の機体が中心であったが、Rev4.x系にて『機動戦士ガンダムUC』の機体が追加されたことを皮切りに、以降のマイナーアップデートでは『機動戦士Ζガンダム』、『機動戦士ガンダムΖΖ』、『機動戦士ガンダム 逆襲のシャア』、『機動戦士ガンダム Twilight AXIS』、『機動戦士ガンダムNT』、『機動戦士ガンダム  THE ORIGIN』、『ガンダム・センチネル』、『機動戦士ガンダムF91』の機体が順次追加されている。
一部雑誌や『機動戦士ガンダム カタナ』、『機動戦士ガンダム MSV-R ジョニー・ライデンの帰還』の単行本の初回生産分には、一部の機体のエクストラカラーが開放されるプロダクトコードが同梱される（開放するには『戦場の絆』の会員に登録が必要）。

### 地球連邦軍
| 格闘型           |                                                                             | |
| 型式番号         | 機体名                                                                      | 備考 |
| RGM-79[G]        | 陸戦型ジム                                                                  | REV2.xでは地上専用 |
| RB-79K           | ボールK型                                                                   | 宇宙専用、コロニーステージ出撃不可。REV3.06より追加。 |
| RGM-79           | ジム（指揮官機）                                                            | |
| RGM-79L          | ジム・ライトアーマー                                                        | |
| RGM-79V          | ジム・ナイトシーカー                                                        | ステルス機能搭載 |
| RGM-79LV         | ジム・ナイトシーカーII                                                      | ジム・ナイトシーカーのエクストラタイプMS: |
| RGM-79FP         | ジム・ストライカー ジム・ストライカー改                                     | 地上専用だったが、REV3.06でジム・ストライカー改が追加され、宇宙での出撃が可能となった。地上出撃時はジム・ストライカー、宇宙とコロニー内出撃時はジム・ストライカー改となる 同一機体として支給され、武装・セッティングなどは共有される |
| RGM-79FP         | ジム・ストライカー（ネメシス隊仕様） ジム・ストライカー改（ネメシス隊仕様） | 地上専用だったが、REV3.06からはジム・ストライカー同様宇宙での出撃が可能となった。 |
| RGM-79FC         | ストライカー・カスタム                                                      | |
| RGM-79FP-S1      | ジム・ストライカー改（メタル・スパイダー）                                  | |
| RGM-79FP-S1      | メタル・スパイダー（TVG）                                                   | ジム・ストライカー改（メタル・スパイダー）のエクストラタイプMS |
| RGM-79CA         | ジム・レイド                                                                | |
| RGM-79CA         | ジム・レイド(シャドウズ仕様)                                                | ジム・レイドのエクストラタイプMS |
| RX-77-3          | ガンキャノン重装型                                                          | |
| RAG-79-G1        | 水中型ガンダム                                                              | 地上専用 |
| RX-79[G]Ez8      | ガンダムEz8                                                                 | 地上専用 |
| RX-79[G]Ez8      | ガンダムEz8 (パラシュートパック仕様)                                        | ガンダムEz8のエクストラタイプMS |
| RX-79BD-2        | B.D.2号機                                                                   | EXAMシステム搭載。 |
| RX-79BD-2        | B.D.2号機(ブルーディスティニー・Ωカラー)                                    | B.D.2号機のエクストラタイプMS |
| RX-78-1          | プロトタイプガンダム                                                        | |
| RX-78-2          | ガンダム                                                                    | REV2.18までは射撃機、REV1.xでは近距離機 |
| RX-78-2          | ガンダム（リアルタイプカラー）                                              | ガンダムのエクストラタイプMS |
| RX-78-2          | ガンダム（ロールアウトカラー）                                              | ガンダムのエクストラタイプMS |
| RX-78-02         | ガンダム（THE ORIGIN）                                                      | |
| RX-78XX          | ピクシー                                                                    | 地上専用 |
| RX-78XX          | ピクシー（北米戦線カラー）                                                  | ピクシーのエクストラタイプMS |
| RX-78XX          | ピクシー（フレッドカラー）                                                  | ピクシーのエクストラタイプMS |
| RX-78NT-1        | アレックス                                                                  | |
| RX-78NT-1        | アレックス (2011ブロックNO.1仕様)                                           | アレックスのエクストラタイプMS |
| RX-78NT-1        | アレックス (シールド装備仕様)                                               | アレックスのエクストラタイプMS |
| RMS-099          | リック・ディアス (QV)                                                       | |
| MSN-00100        | 百式                                                                        | |
| MSK-008          | ディジェ                                                                    | 地上専用 |
| PMX-003          | ジ・O                                                                       | |
| RGM-89           | ジェガン                                                                    | |
| RGZ-91           | リ・ガズィ                                                                  | |
| RX-0             | ユニコーンガンダム                                                          | REV.4.00より正式支給。NT-Dシステム搭載。 |
| RX-0             | バンシィ                                                                    | NT-Dシステム搭載。 |
| F90              | ガンダムF90                                                                 | |
| F91              | ガンダムF91                                                                 | |
| 近距離戦型       |                                                                             | |
| 型式番号         | 機体名                                                                      | 備考 |
| RGM-79           | ジム                                                                        | Rev2.13までは最初に支給された機体 |
| RGM-79           | ジム（リアルタイプカラー）                                                  | ジムのエクストラタイプMS |
| RGM-79           | ジム（バズーカラック仕様）                                                  | ジムのエクストラタイプMS |
| RGM-79           | ジム（WD隊）                                                                | |
| TGM-79           | ジム・トレーナー                                                            | Rev2.14に実装され、Rev2.14以降の新規プレイにジムに代って最初に支給される機体 |
| MS-06F2          | ザクII (F2)（連邦軍仕様）                                                   | ジオンのものとは機体色及び一部武装が異なる |
| RAG-79           | アクア・ジム                                                                | REV1.xでは中距離支援型。地上専用 |
| RGM-79G RGM-79GS | ジム・コマンド ジム・コマンド（宇宙戦仕様）                                 | REV2.01でジム・コマンド（宇宙戦仕様）が追加され、地上出撃時はジム・コマンド、宇宙とコロニー内出撃時はジム・コマンド（宇宙戦仕様）となる 同一機体として支給され、武装・セッティングなどは共有される                                   |
| RGM-79GB         | ハイブースト・ジム                                                          | 宇宙専用 |
| RGM-79GL         | ジム・コマンド・ライトアーマー                                              | |
| RGM-79D          | ジム寒冷地仕様                                                              | 地上専用 |
| RGM-79F          | 装甲強化型ジム                                                              | 地上専用 |
| RGM-79HC         | ジム・ガードカスタム                                                        | |
| RGM-79           | パワード・ジム                                                              | 地上専用 |
| RGM-79C          | ジム改                                                                      | |
| RGM-79C          | ジム改(不死身の第4小隊カラー)                                               | ジム改のエクストラタイプMS |
| RGM-79C          | ジム改(シャドウズカラー)                                                    | ジム改のエクストラタイプMS |
| RX-79[G]         | 陸戦型ガンダム                                                              | 地上専用 |
| RX-79[G]         | 陸戦型ガンダム(ジムカラー)                                                  | 陸戦型ガンダムのエクストラタイプMS |
| RX-79[G]         | 陸戦型ガンダム(パラシュート・パック仕様)                                    | 陸戦型ガンダムのエクストラタイプMS |
| RX-79BD-1        | B.D.1号機                                                                   | 地上専用。EXAMシステム搭載。 |
| RGM-79N          | ジム・カスタム                                                              | |
| RGM-79N          | ジム・カスタム(2010特別部隊カラーリング仕様)                                | ジム・カスタムのエクストラタイプMS |
| RGM-79N          | ジム・カスタム(シルバー･ヘイズ)                                             | ジム・カスタムのエクストラタイプMS |
| RGM-79N          | ジム・カスタム(シルバー･ヘイズ改)                                           | |
| RX-80PR          | ペイルライダー ペイルライダー(空間戦仕様)                                   | 地上出撃時はペイルライダー、宇宙とコロニー内出撃時はペイルライダー(空間戦仕様)となる 同一機体として支給され、武装・セッティングなどは共有される HADESシステム搭載                                                                    |
| RX-78-01[N]      | 局地型ガンダム (北米戦仕様)                                                 | 地上専用 |
| RX-78-5          | ガンダム5号機                                                               | 宇宙専用 |
| FA-78            | フルアーマー・ガンダム（TB）                                                | |
| RX-78GP01        | ガンダムGP01                                                                | 地上専用。 |
| RX-78GP01        | ガンダムGP01(2010特別部隊カラーリング仕様)                                  | ガンダムGP01のエクストラタイプMS |
| RX-78GP01Fb      | ガンダムGP01フルバーニアン                                                  | 宇宙専用 |
| RX-178           | ガンダムMk-II (エゥーゴ仕様)                                                | |
| RX-93            | νガンダム                                                                   | |
| RX-94            | 量産型νガンダム (フィン・ファンネル装備)                                    | |
| RGM-89D          | ジェガンD型                                                                 | |
| RGM-89A2         | ジェガンA2型                                                                | ジェガンD型のエクストラタイプMS |
| RGZ-95           | リゼル                                                                      | フライト・システム搭載 |
| MSA-003          | ネモ (UC)                                                                   | |
| ARX-014          | シルヴァ・バレト                                                            | |
| 射撃型           |                                                                             | |
| 型式番号         | 機体名                                                                      | 備考 |
| RGM-79SP         | デザート・ジム                                                              | 地上専用 |
| RX-79[G]         | 陸戦型ガンダム（ジム頭）                                                    | 地上専用 |
| RX-79BD-3        | B.D.3号機                                                                   | EXAMシステム搭載 クイックドロー使用可能 |
| RGC-80S          | ジム・キャノン（空間突撃仕様）                                              | 宇宙専用 |
| RGC-83           | ジム・キャノンII                                                            | |
| RGM-79DO         | ジム・ドミナンス                                                            | |
| RGM-79SP         | ジム・スナイパーII（WD隊）                                                  | |
| RGM-79C          | ジム改(シャドウズ)（WR仕様）                                                | |
|                  | Gブル                                                                       | |
| RX-78-3          | ガンダム(G-3)                                                               | |
| RX-78-6          | ガンダム6号機                                                               | |
| RX-78GP03S       | ガンダムGP03                                                                | 宇宙専用 |
| RX-178           | ガンダムMk-II (ティターンズ仕様)                                            | |
| MSZ-006          | Ζガンダム                                                                   | |
| MSN-001A1        | デルタプラス                                                                | フライト・システム搭載 |
| MSA-0011         | Sガンダム                                                                   | |
| RGM-96X          | ジェスタ                                                                    | |
| RX-78AN-01       | トリスタン                                                                  | |
| RX-9/B           | ナラティブガンダム B装備                                                    | |
| 支援型           |                                                                             | |
| 型式番号         | 機体名                                                                      | 備考 |
| RX-77-2          | ガンキャノン                                                                | REV2.xまでは射撃型 |
| RX-77-2          | ガンキャノン(2010特別部隊カラーリング仕様)                                  | ガンキャノンのエクストラタイプMS |
| RX-77-2          | ガンキャノン（リアルタイプカラー）                                          | ガンキャノンのエクストラタイプMS |
| RGM-79SC         | ジム・スナイパーカスタム                                                    | REV2.xでは狙撃型 |
| RGM-79SC         | ジム・スナイパーカスタム(2010特別部隊カラーリング仕様)                      | ジム・スナイパーカスタムのエクストラタイプMS |
| RGM-79SC         | ジム・スナイパーカスタム(SP)                                                | シモダ小隊仕様 |
| RGM-79SP         | ジム・スナイパーII                                                          | REV2.xでは狙撃型 |
| RGM-79SP         | ジム・スナイパーII(2010特別部隊カラーリング仕様)                            | ジム・スナイパーIIのエクストラタイプMS |
| RGM-79SP         | ジム・スナイパーII（シャドウズ）                                            | |
| FA-78-1          | フルアーマーガンダム                                                        | REV2.xでは射撃型 |
| FA-78-1          | フルアーマーガンダム(2010特別部隊カラーリング仕様)                          | フルアーマーガンダムのエクストラタイプMS |
| FA-78-1          | フルアーマーガンダム(ブルーカラー)                                          | フルアーマーガンダムのエクストラタイプMS |
| FA-78-2          | ヘビーガンダム                                                              | REV2.xでは射撃型 |
| RX-78-4          | ガンダム4号機                                                               | 宇宙専用 |
| RX-78GP02A       | ガンダムGP02A（MLRS仕様）                                                   | REV2.xでは射撃型 |
| MSZ-010          | ΖΖガンダム                                                                  | |
| 遠距離砲撃型     |                                                                             | |
| 型式番号         | 機体名                                                                      | 備考 |
| RB-79            | ボール                                                                      | 宇宙専用、コロニーステージ出撃不可 クイックドロー使用可能 |
| RGM-79[G]        | ジム・スナイパー                                                            | 地上専用 スコープモード、クイックドロー使用可能 |
| RTX-440          | 陸戦強襲型ガンタンク                                                        | 地上専用 |
| RX-75            | 量産型ガンタンク                                                            | 地上専用 |
| RX-75            | ガンタンク                                                                  | |
| RGC-80           | ジム・キャノン                                                              | |
| RGC-80           | ジム・キャノン(2010特別部隊カラーリング仕様)                                | ジム・キャノンのエクストラタイプMS |
| RGC-80           | ジム・キャノン(不死身の第4小隊カラー)                                       | ジム・キャノンのエクストラタイプMS |
| RGC-80           | ジム・キャノン（WD隊）                                                      | |
| RX-77D           | 量産型ガンキャノン                                                          | |
| RX-77D           | 量産型ガンキャノン(2011特別部隊カラーリング仕様)                            | 量産型ガンキャノンのエクストラタイプMS |
| RX-77D           | 量産型ガンキャノン(シュテンドウジカラー)                                    | 量産型ガンキャノンのエクストラタイプMS |
| RX-77D           | 量産型ガンキャノン（WD隊）                                                  | 量産型ガンキャノンのエクストラタイプMS |
| FA-78-1B         | フルアーマーガンダム(TYPE-B)                                                | |

### ジオン公国軍
| 格闘型        |                                                       | |
| 型式番号      | 機体名                                                | 備考 |
| MS-05B        | ザクI                                                 | |
| MS-05B        | ザクI（リアルタイプカラー）                           | ザクIのエクストラタイプMS |
| MS-05Q        | ザクI（ノリス・パッカードカラー）                     | ザクIのエクストラタイプMS |
| MS-06S        | シャア専用ザクII（THE ORIGIN）                        | |
| MS-07B        | グフ                                                  | REV2.xでは地上専用 |
| MS-07B        | グフ（マ・クベカラー）                                | グフのエクストラタイプMS |
| MSM-04        | アッガイ                                              | REV1.xでは近接格闘型。REV2.xでは近距離戦型。地上専用 |
| MS-13         | ガッシャ                                              | |
| MSM-08        | ゾゴック                                              | 地上専用 |
| MSM-08        | ゾゴック(ブルーカラー)                                | ゾゴックのエクストラタイプMS |
| EMS-05        | アッグ                                                | 地上専用 |
| EMS-05        | アッグ(ブルーカラー)                                  | アッグのエクストラタイプMS |
| MSM-03        | ゴッグ                                                | REV2.xでは地上専用 |
| MS-06S        | ザクII（S）                                           | REV1.xでは近距離型 赤い彗星のパーソナルカラー機体 |
| MS-06S        | ザクII（S）(ジョニー・ライデンカラー)                 | ザクII（S）のエクストラタイプMS |
| MS-06F        | ザクII(DZ)                                            | ドズル・ザビのパーソナルカラー機体 |
| MSM-07E       | ズゴックE                                             | 地上専用 |
| MS-09F/Trop   | ドム・トローペン                                      | REV2.01から追加。地上専用 近距離型機のドム・トローペン（サンドブラウン）とは機体色が異なる                                                               |
| MS-06R-1A     | 高機動型ザクII(R-1A)（3S）                            | 黒い三連星のパーソナルカラー機体 宇宙専用 |
| MS-06R-1A     | 高機動型ザク(R-1A)（3S）（シン・マツナガカラー）      | 高機動型ザクII(R-1A)（3S）のエクストラタイプMS |
| MS-09R-2      | リック・ドムII                                        | |
| MS-08TX       | イフリート（S）                                       | ダグ・シュナイドのパーソナルカラー機体 地上専用 |
| MS-08TX[EXAM] | イフリート改                                          | 地上専用 |
| MS-08TX/N     | イフリート・ナハト                                    | 地上専用 ステルス機能搭載 |
| MS-08TX/N     | イフリート・ナハト(2010特別部隊カラーリング仕様)      | イフリート・ナハトのエクストラタイプMS |
| MS-07B-3      | グフカスタム                                          | REV1.xでは近接格闘型。REV2.xでは近距離型。REV3.12より格闘型に再変更。 地上専用                                                                           |
| MS-18E        | ケンプファー                                          | |
| MS-18E        | ケンプファー(2011ブロックNO.1仕様)                    | ケンプファーのエクストラタイプMS |
| YMS-18        | プロトタイプケンプファー                              | ケンプファーのエクストラタイプMS |
| RX-79BD-2     | B.D.2号機（NS）                                       | EXAMシステム搭載 連邦機との違いは両肩のカラーリング・スラスター炎・EXAMシステム発動タイミング                                                            |
| MS-14B        | 高機動型ゲルググ(GK)                                  | |
| MS-06R-2      | 高機動型ザクII(R-2)(JR)                               | 宇宙専用 ジョニー・ライデンのパーソナルカラー機体 |
| MS-06R-2      | 高機動型ザクII(R-2)(JR)(ロバート・ギリアムカラー)     | 高機動型ザクII(R-2)(JR)のエクストラタイプMS |
| MS-06R        | サイコ・ザク(TB)                                      | |
| YMS-15        | ギャン                                                | REV3.15よりコスト240→280に変更。 |
| MS-14S        | ゲルググ(S)                                           | 赤い彗星のパーソナルカラー機体。 |
| MS-14S        | ゲルググ(S)(アナベル・ガトーカラー)                   | ゲルググ(S)のエクストラタイプMS |
| MA-04X        | ザクレロ                                              | 宇宙専用 |
| AMX-004-2     | キュベレイMk-II (EP)                                  | |
| AMX-104       | R・ジャジャ                                           | |
| MSN-03        | ヤクト・ドーガ (GG)                                   | ギュネイ・ガスのパーソナルカラー機体 |
| MSN-06S       | シナンジュ                                            | 高機動モード搭載 タックルドロー・高速5連撃が可能 |
| AMX-011S      | ザクIII改 (TWA)                                       | |
| ARX-014S      | シルヴァ・バレト・サプレッサー                        | |
| OMS-90R       | ガンダムF90 火星独立ジオン軍仕様                      | |
| XM-07         | ビギナ・ギナ                                          | |
| 近距離戦型    |                                                       | |
| 型式番号      | 機体名                                                | 備考 |
| MS-06F        | ザクII                                                | Rev2.13までは最初に支給された機体 |
| MS-06F        | ザクII(リアルタイプカラー)                            | ザクIIのエクストラタイプMS |
| MS-06A        | 第一次量産型ザクII                                    | ザクIIのエクストラタイプMS |
| MS-06S        | ザクII(指揮官機)                                      | ザクIIのエクストラタイプMS |
| MP-02A        | オッゴ                                                | 宇宙専用、コロニーステージ出撃不可。Rev2.06で公式告知なしに実装される                                                                                    |
| MS-21C        | ドラッツェ                                            | Rev3.02にて追加。宇宙専用。コロニーステージ出撃不可。 |
| MS-06T        | ザク・トレーナータイプ                                | Rev2.14に実装され、Rev2.14以降の新規プレイにザクIIに代って最初に支給される機体                                                                           |
| MSM-07        | ズゴック                                              | REV1.xでは中距離支援型。REV2.xでは地上専用 |
| MS-06F2       | ザクII（F2）                                          | |
| MS-06D        | ザク・デザートタイプ                                  | REV2.xでは地上専用 |
| MS-06J        | ザクII寒冷地仕様                                      | 地上専用 |
| MS-09F/Trop   | ドム・トローペン（サンドブラウン）                    | REV2.xでは地上専用 |
| EMS-10        | ヅダ                                                  | 宇宙専用 |
| MS-06R-1A     | 高機動型ザクII(R-1A)                                  | 宇宙専用 |
| MS-06FZ       | ザクII改                                              | |
| MS-06FZ       | ザクII改（Bタイプ）                                   | ザクII改のエクストラタイプMS |
| MS-08TX       | イフリート                                            | 地上専用 |
| MSM-07S       | ズゴック（S）                                         | 赤い彗星のパーソナルカラー機体 REV1.xでは近距離型。REV2.xでは格闘型。地上専用                                                                            |
| MSM-03C       | ハイゴッグ                                            | 地上専用 |
| MS-07H-8      | グフフライトタイプ                                    | 地上専用 |
| MS-11         | アクト・ザク                                          | |
| MS-14F        | ゲルググM                                             | |
| MS-09F/Br     | ドム・バラッジ                                        | |
| MS-14B        | 高機動型ゲルググ                                      | |
| MS-14B        | 高機動型ゲルググ(2010特別部隊カラーリング仕様)        | 高機動型ゲルググのエクストラタイプMS |
| MS-14B        | 高機動型ゲルググ(ジョニー・ライデンカラー)            | 高機動型ゲルググのエクストラタイプMS |
| AGX-04        | ガーベラ・テトラ                                      | |
| AGX-04        | ガーベラ・テトラ(2010特別部隊カラーリング仕様)        | ガーベラ・テトラのエクストラタイプMS |
| AMX-004-3     | キュベレイMk-II (プルツー機)                          | |
| AMX-011       | ザクIII                                               | |
| AMX-014       | ドーベン・ウルフ                                      | |
| MSN-04        | サザビー                                              | |
| AMX-006       | ガザD (袖付き)                                        | フライト・システム搭載 |
| AMS-129       | ギラ・ズール                                          | |
| AMS-129       | ギラ・ズール(親衛隊仕様)                              | ギラ・ズールのエクストラタイプMS |
| RMS-108       | マラサイ (UC)                                         | |
| 射撃型        |                                                       | |
| 型式番号      | 機体名                                                | 備考 |
| MS-04         | ブグ(RR)                                              | |
| MS-06FS       | ザクII FS型                                           | ガルマ・ザビのパーソナルカラー機体 |
| MS-05S        | ザクI（S）                                            | 出展は『ジオニックフロント 機動戦士ガンダム0079』のゲラート・シュマイザーのパーソナルカラー機体                                                          |
| MSM-04G       | ジュアッグ                                            | 地上専用 |
| MS-09 MS-09R  | ドム リック・ドム                                     | REV2.01でリック・ドムが追加され、地上出撃時はドム、宇宙とコロニー内出撃時はリック・ドムとなる 同一機体として支給され、武装・セッティングなどは共有される |
| MS-09 MS-09R  | ドム(リアルタイプカラー)                              | ドムのエクストラタイプMS |
| MS-09 MS-09R  | ドム(ヘルズゲート仕様)                                | ドムのエクストラタイプMS |
| MS-09 MS-09R  | ドム(アナベル・ガトーカラー)                          | ドムのエクストラタイプMS |
| MS-14G        | ゲルググ（G）                                         | 地上専用。REV1.xで登場していた同名の狙撃型機体とは性能は大きく異なる REV1.xのゲルググ(G)のポジションはゲルググJに引き継がれている                        |
| MS-14G        | ゲルググ（G）(ヴィッシュ・ドナヒューカラー)           | ゲルググ（G）のエクストラタイプMS |
| MS-14A        | ゲルググ                                              | REV1.xでは近距離型 |
| MS-14A        | ゲルググ(リアルタイプカラー)                          | ゲルググのエクストラタイプMS |
| MS-14A        | ゲルググ(2011ブロックNO.1仕様)                        | ゲルググのエクストラタイプMS |
| MS-14A        | ゲルググ(カスペンカラー)                              | ゲルググのエクストラタイプMS |
| MS-14Fs       | ゲルググM（S）                                        | シーマ・ガラハウのパーソナルカラー機体 |
| MSN-02        | ジオング                                              | 宇宙専用 REV.4.33で公式告知なしに実装される |
| MS06R-3S      | 高機動型ザクII（R-3S）                                | 宇宙専用 |
| AMX-004       | キュベレイ                                            | |
| ORX-013       | ガンダムMk-V                                          | |
| MSN-03        | ヤクト・ドーガ (QA)                                   | クェス・パラヤのパーソナルカラー機体 |
| AMX-008       | ガ・ゾウム (袖付き)                                   | |
| AMX-009       | ドライセン (袖付き)                                   | |
| AMX-107       | バウ                                                  | |
| YAMS-132      | ローゼン・ズール                                      | |
| MSN-06S-2     | シナンジュ・スタイン (NT)                             | |
| 支援型        |                                                       | |
| 型式番号      | 機体名                                                | 備考 |
| MS-09K-2      | ドム・キャノン複砲仕様                                | 地上専用 |
| MSM-10        | ゾック                                                | 地上専用 |
| EMS-10F       | ヅダF                                                 | 宇宙専用 |
| MS-05L        | ザクI・スナイパータイプ                               | REV2.xでは狙撃型 |
| MS-05L        | ザクI・スナイパータイプ(2010特別部隊カラーリング仕様) | ザクIのエクストラタイプMS |
| MS-05L        | ザクI・スナイパータイプ(YK)                           | ヨンム・カークス機 |
| MS-14JG       | ゲルググJ                                             | REV2.xでは狙撃型 REV1.xにおけるゲルググ(G) |
| MS-14JG       | ゲルググJ(2010特別部隊カラーリング仕様)               | ゲルググJのエクストラタイプMS |
| MS-14JG       | ゲルググJ(グリーンカラー)                             | ゲルググJのエクストラタイプMS |
| MS-14JG       | ゲルググJ(SM)                                         | シン・マツナガのパーソナルカラー機体。 |
| MS-14C        | ゲルググキャノン                                      | |
| MS-14C        | ゲルググキャノン(2010特別部隊カラーリング仕様)        | ゲルググキャノンのエクストラタイプMS |
| MS-14C        | ゲルググキャノン(ジョニー・ライデンカラー)            | ゲルググキャノンのエクストラタイプMS |
| MS-14BR       | 高機動型ゲルググ(R)                                   | |
| RX-78GP02A    | ガンダムGP02A （ビームバズ仕様）                      | |
| AMX-015       | ゲーマルク                                            | |
| NZ-666        | クシャトリヤ                                          | |
| 遠距離砲撃型  |                                                       | |
| 型式番号      | 機体名                                                | 備考 |
| MS-05B        | ザクI(後期型)                                         | クイックドロー使用可能 |
| MS-05B        | ザクI後期型(2011ブロックNO.1仕様)                     | ザクI後期型のエクストラタイプMS |
| MS-06K        | ザクキャノン                                          | REV1.xでは中距離支援型 |
| MS-06V        | ザクタンク                                            | 地上専用 |
| MS-06V-6      | ザクタンク（V-6）                                     | 地上専用 |
| YMS-16M       | ザメル                                                | 地上専用 |
| YMT-05        | ヒルドルブ                                            | 地上専用 スコープモード使用可能 |
| EMS-10        | ヅダ（対艦砲装備型）                                  | 宇宙専用 スコープモード使用可能 |
| MS-12         | ギガン                                                | |
| UNKNOWN       | ゲム・カモフ                                          | |
| MS-14C-1A     | ゲルググキャノン(JN)                                  | ジャコビアス・ノードのパーソナルカラー機体 |

### ビルドファイターズDAYおよびガンプラコラボDAYで使用可能な機体
以下の機体は所属軍に関係なく使用することが可能。一部の機体は各所に掲載されたキャンペーンコードを入力することで解禁される。
| 格闘型       |                                      |                                                                                     |
| 型式番号     | 機体名                               | 備考                                                                                |
| MS-07R-35    | グフR35                              |                                                                                     |
| BG-011B      | ビルドバーニングガンダム             |                                                                                     |
| MS-06R-AB    | ザクアメイジング                     |                                                                                     |
| RX-79〔AE〕  | ガンダムデュランタ                   | ガンプラビルダーズワールドカップ2011日本チャンピオン作例機体                        |
| MBF-P02      | RGガンダムアストレイレッドフレーム   |                                                                                     |
| RX-78GP01J   | ガンダムGP01J                        | 月刊ホビージャパン2015年12月号掲載作例                                              |
|              | パーフェクトガンダム                 |                                                                                     |
| 近距離戦型   |                                      |                                                                                     |
| 型式番号     | 機体名                               | 備考                                                                                |
| KUMA-03      | ベアッガイIII                        |                                                                                     |
|              | ガンダム(ガンプラ35SP-WEP)           | HGカスタムキャンペーン2015Summerで配布されたパーツを装備したガンダム                |
|              | ガンダム TEM’S O.D WEAPON Ver.       | 増刊ガンプラエースガンダムエース2015年9月号付録のTEM'S O.D WEAPONを装備したガンダム |
|              | ガンダムアメイジングレッドウォーリア |                                                                                     |
| 射撃型       |                                      |                                                                                     |
| 型式番号     | 機体名                               | 備考                                                                                |
| GAT-X105B/FP | ビルドストライクガンダム             |                                                                                     |
| PPMS-18E     | ケンプファーアメイジング             |                                                                                     |
| RGM-79K9     | ジムスナイパーK9                     |                                                                                     |
| 遠距離砲撃型 |                                      |                                                                                     |
| 型式番号     | 機体名                               | 備考                                                                                |
| RGM-237C     | パワードジムカーディガン             |                                                                                     |

## 拠点
サイド7演習場とオーストラリア演習場以外のステージではそれぞれの軍に拠点が配備されている。自軍の拠点では機体の体力回復が出来る。しかし、拠点が破壊されると戦力ゲージが25％削られ、更に修復中は体力回復もできなくなる。破壊された拠点は約60カウント で修復され、また回復可能になるが、武装を有する拠点は武装が修復されない。地球連邦軍はビッグ・トレー、ジオン軍はダブデの場合が多いが、戦場によっては他の種類に変わる（下記参照）。また攻撃能力（武装）を持つものと持たないものがあり種類は豊富。それぞれ耐久力が高く対拠点用の武装以外はほとんどダメージが与えられないため、拠点攻撃能力を持つ機体は最重要撃破目標となることが多い。
なお、地上戦のみ実装されているイベント「低コスト拠点戦」では、ステージは問わず、地球連邦軍は『第08MS小隊』に登場したタイプのビッグ・トレーに、ジオン軍はファットアンクルに変更される。
| 拠点名称               | 戦場 | 武装 | 所属軍 |
| ---------------------- | --- | ---- | ------ |
| ビッグ・トレー         | ニューヤーク、グレートキャニオン、タクラマカン、ジャブロー地上、トリントン基地、鉱山都市、オデッサ、キャリフォルニアベース、ジャブロー地上密林エリア | 有   | 連邦   |
| ダブデ                 | ニューヤーク、グレートキャニオン、ジャブロー地上、トリントン基地、鉱山都市、オデッサ、ジャブロー地上密林エリア                                       | 有   | ジオン |
| ギャロップ             | タクラマカン | 有   | ジオン |
| ジム工場               | ジャブロー地下 | 無   | 連邦   |
| アッザム               | ジャブロー地下 | 無   | ジオン |
| ミデア                 | ヒマラヤ | 無   | 連邦   |
| アプサラス             | ヒマラヤ | 無   | ジオン |
| マゼラン               | ア・バオア・クー | 無   | 連邦   |
| ザンジバル             | ア・バオア・クー、ア・バオア・クー(R) | 無   | ジオン |
| ザンジバル             | キャリフォルニアベース | 有   | ジオン |
| シャトル               | 北極基地 | 無   | 連邦   |
| ユーコン(U-99)         | 北極基地 | 無   | ジオン |
| コロンブス             | ルナツー | 無   | 連邦   |
| パプア                 | ルナツー | 無   | ジオン |
| U.N.メディカルセンター | リボー・コロニー | 無   | 連邦   |
| 偽装工場               | リボー・コロニー、リボー・コロニー エリアB | 無   | ジオン |
| MS整備工場             | リボー・コロニー エリアB | 無   | 連邦   |
| ホワイトベース         | ア・バオア・クー(R) | 無   | 連邦   |
| サラミス改             | アイランド・イーズ | 有   | 連邦   |
| ムサイ後期型           | アイランド・イーズ | 有   | ジオン |
| ヒマラヤ               | ベルファスト | 無   | 連邦   |
| ユーコン               | ベルファスト | 無   | ジオン |
| アルビオン             | トリントン基地 | 無   | 連邦   |
| リリー・マルレーン     | トリントン基地 | 無   | ジオン |
| サラミス               | グラナダ | 有   | 連邦   |
| ムサイ                 | グラナダ | 有   | ジオン |
| ネェル・アーガマ       | トリントン湾岸基地 |      | 連邦   |
| ガランシェール         | トリントン湾岸基地 |      | ジオン |

## 戦場
戦場はある程度の期間ごとに変遷する。最初は4vs4だったが、2007年2月19日より8vs8が登場、2008年2月24日には6vs6も登場した。イベントでは5vs5もある。また、2007年3月30日より、ミノフスキー粒子濃度50％（ダッシュなどを使っていない敵機はレーダーに映らない）になる日が入るようになり、2008年2月14日には濃度100％（敵機が完全にレーダーに映らない）も登場した。
- サイド7 - Rev2.13までは初回プレイ時の練習用ステージ[12]。当初は説明もなくいきなり戦場に放り出されたので、初心者は事前に取り扱い説明書を見る必要がある。Rev2.x系へのアップデートによりチュートリアルが付け加えられたが、やはり必要な情報はほとんどない。拠点は存在しない。また現Revではイベントを除いて対人戦闘は行われない。Rev3では拠点のある別マップが「サイド7」になり、このマップは「サイド7演習場」と改名された。なお、「サイド7」の拠点は、連邦軍は管制塔、ジオン軍は通信施設。「サイド7(R)」の拠点は、連邦軍は通信施設、ジオン軍は管制塔。
- ニューヤーク - 市街地。建物が多く、唯一両軍共に拠点周辺に迎撃用の固定砲台が設置されている。2006年11月7日初登場。またタクラマカン砂漠後のニューヤークはビル、ドーム等の地形変更がなされた。なお2007年9月7日よりジオンと連邦の拠点位置が逆になる戦場が登場（「ニューヤーク(R)」と表記）、2009年3月10日からは夜間戦闘版（「ニューヤーク＿夜」と表記）が登場。マップのモチーフはその地名からニューヨークと思われる。
- グレートキャニオン - 渓谷。高低差が激しく、マップはジャブロー地下並みに狭い。2006年12月9日初登場。2008年3月2日より拡大した新グレートキャニオンが登場。名前は前記のとおりグランドキャニオンからだが地形はアーチーズ国立公園がモチーフであり、似たようなダブルアーチという地形が実在する。
- タクラマカン - 砂漠。遮蔽物が少ない。ジオン軍の拠点はギャロップ。2007年2月1日初登場。2008年4月17日より拡大した新タクラマカン砂漠が登場。遮蔽物も多くなった。Rev2.14のバージョンアップにて砂嵐によって視界が悪くなる「タクラマカン（砂嵐）」が登場。
- ジャブロー地上 - 密林地帯のため視界が悪い。世界地図では南米のアマゾン川流域に位置している。またジオン拠点付近ではガウの爆撃、連邦拠点周辺ではビーム砲台による攻撃がある。ジオン側はゲーム開始時、上空のガウからパイロットが任意のタイミングで降下する。2007年4月20日初登場。長期稼動における不具合のためこの戦場はメーカー側が敬遠していたが、2008年4月1日にて一斉に行った新グラフィックボードの配布により2008年5月8日から復活した。
- ジャブロー地下 - 洞窟マップであり一部の中距離・遠距離機体の攻撃が制限される。また高低差、障害物が多い。なお、ここの拠点はジオン軍がアッザム、連邦軍がジム工場になるが、それ自体に攻撃能力は無い。2007年7月30日初登場。2009年10月28日のRev2.09へのバージョンアップによりリニューアルされた。
- ヒマラヤ - 冬の山岳。ジオンの基地を連邦が攻撃する形になり、攻撃ルートは通行不能な山で完全に二分されている。ここの拠点は連邦軍がミデア、ジオン軍がアプサラスになる。拠点に攻撃能力は無い。2007年10月29日初登場。ジオンと連邦の拠点位置が逆になる戦場「ヒマラヤ(R)」も登場。2008年12月15日より、中央の山に迂回路の洞窟ルートを追加し、ステージ外側も一部拡張された。Rev2.14のバージョンアップにて吹雪によって視界が悪くなる「ヒマラヤ(R)（吹雪）」が登場。2014年7月31日よりステージが一新され、サイド7に似たステージとなった（名称に変更はなし）。
- トリントン - トリントン基地付近砂漠。コロニー残骸周辺。本編では、オーストラリア東部に位置しているという設定になっている。地球に落下したコロニーの一部と、落下時に形成されたクレーター周辺が戦場になっている。コロニー残骸は4層構造になっており、内部のスロープで行き来が可能となっている。2008年5月1日初登場。
- 鉱山都市 - 機動戦士ガンダム 第08MS小隊に登場した通称アプサラス基地の麓に存在する市街地。チベットのラサにあるという設定になっている。マップ上に存在するピラミッド型のビルと円筒型の煙突が勝敗を握る。2008年7月31日初登場。2009年10月2日には拠点位置が逆になった「鉱山都市(R)」が登場、同年10月16日には夜戦版（「鉱山都市＿夜」と表記）が登場。
- ア・バオア・クー - 初の宇宙ステージ。重力が少ないためか滞空時間が延び、慣性が働き硬直が大きくなっている。2008年12月のREV2.x稼働と同時に登場。拠点は連邦軍がマゼラン、ジオン軍はザンジバル。しばらくはイベントモードのみで登場していたが、2009年3月23日からは通常の戦場のように戦場移動で登場するようになった。Rev2.10のバージョンアップにて拠点位置が逆になった「ア・バオア・クー(R)」が登場し、連邦軍の拠点がホワイトベースに変更されている。
- 北極基地 - 機動戦士ガンダム0080 ポケットの中の戦争第1話で登場。地形的にはヒマラヤ、鉱山都市、グレートキャニオンを合わせた形になっている。拠点は連邦軍がシャトル、ジオン軍はユーコン(U-99)。2009年3月4日のREV2.03へのバージョンアップにて実装、初登場は同年3月6日。
- ルナツー - ア・バオア・クーに続く宇宙ステージ。拠点は連邦軍がコロンブス、ジオン軍がパプア。2009年6月10日のREV2.06へのバージョンアップにて実装、初登場は同年6月12日。
- リボー・コロニー - 『機動戦士ガンダム0080 ポケットの中の戦争』で登場。サイド7に続くコロニーステージだが拠点が存在し、連邦軍がU.N.メディカルセンター、ジオン軍が偽装工場。2009年8月5日のREV2.07へのバージョンアップにて実装され、同日に登場したが、連邦軍側で戦線に復帰できない不具合が発生したため、急遽実装を中止。8月10日のREV2.08へのバージョンアップで不具合を修正した上で再実装、即日再登場。Rev2.10のバージョンアップにて夜戦版（「リボー・コロニー＿エリアB」と表記）が登場し、連邦軍の拠点がMS整備工場（『0080』にてガンダムNT-1が搬入された連邦軍の基地）に変更されている。
- オデッサ - REV2.10のバージョンアップにて実装。
- アイランド・イーズ - 『機動戦士ガンダム0083 STARDUST MEMORY』終盤において、デラーズ・フリートがコロニー落としに使用したコロニー。REV2.13のバージョンアップにて実装。拠点は連邦軍がサラミス改、ジオン軍がムサイ後期型で、両軍共に久々に攻撃能力を有している。
- オーストラリア演習場 - Rev2.14のバージョンアップにて実装され、Rev2.14以降の初回、及び2回目プレイ時の練習ステージになる[13]。拠点は存在しない。また現Revではイベントを除いて対人戦闘は行われない。
- ベルファスト- 軍港。Rev2.14のバージョンアップにて実装。港の水深は他の戦場の水場よりかなり深い所が多く、深い所での機体の上昇・下降は宇宙空間のような挙動となる。拠点は連邦軍が空母ヒマラヤ、ジオン軍がユーコン（北極基地の拠点とは別物でニューヤークで半壊している物と同型）。
- トリントン基地- 軍事基地。Rev2.50のバージョンアップにて実装。拠点は連邦軍がアルビオン、ジオン軍がリリー・マルレーン。
- キャリフォルニアベース-軍事基地。Rev3.01のバージョンアップにて実装。拠点は連邦軍がビッグ・トレー、ジオン軍がザンジバル（他フィールドと違い攻撃能力あり）。
- ジャブロー地上密林エリア【ジャングル】 -Rev3.07のバージョンアップにて実装。視界の悪い密林地帯と障害物のないステージを流れる川があるマップ。ジオン側はゲーム開始時、上空のガウからパイロットが任意のタイミングで降下する。降下しなかった場合、一定時間が過ぎると強制的に降下させられる。ステージ開始時、プレイヤーの乗って居ない一隻のガウが撃墜され、墜落していく場合がある。拠点は連邦軍がビッグ・トレー、ジオン軍がダブデ。
- グラナダ-軍事基地。Rev3.15のバージョンアップにて実装。月に建設されたジオン軍の重要拠点の一角を担う軍事基地。拠点は連邦軍がサラミス、ジオン軍がムサイ、月面であるため地上専用機は出撃不可。
- サイド5実験場-Rev3.50のバージョンアップにて実装。EXAMの研究開発を行った、コロニーステージ。拠点は通常ステージは連邦軍がMS整備場、ジオン軍が研究所。リバースステージは連邦軍が研究所、ジオン軍がMS整備場。
- トリントン湾岸基地- 軍事基地。 REV.4.00バージョンアップにて実装。拠点は連邦軍がネェル・アーガマ、ジオン軍がガランシェール。

## 機動戦士ガンダム 戦場の絆ポータブル
2009年3月26日にバンダイレーベルから発売されたPlayStation Portable（以下、PSP）用ソフト。先着購入特典はアーケード版の戦場の絆で、初回だけガンダムに試乗することができ、次回から通常のパイロットカードとして使用できる「トライアルカード」と「新米隊員用戦略ガイド」。
ソフト開発はエースコンバットX スカイズ・オブ・デセプション、スカイ・クロラを製作したアクセスゲームズが行っている。バンダイナムコゲームス側のメインディレクターは、アーケード版のRev1.x系のメインディレクターである夛湖久治によって行われており、アクセスゲームズ側のディレクターはSWERYによって行われている。
Rev.1.16をベースに製作されており、PSP版オリジナル要素としてミッションモードとオリジナルルールモードが搭載されている。Rev.1.16で出現したモビルスーツと業務用では操作が出来ない「拠点」が使用可能となっている。
アドホック通信により、最大4人対4人の協力・対戦ができる。
PlayStation 3のアドホック・パーティーにも対応している為、対面同様のオンラインプレイが可能。
ゲームシェアリングも対応しているが、戦場がサイド7に固定され、ジオンではザクII、連邦はジムのみが使え、隠し要素を含む武器も全て選択できる。
アーケード版と比べしばしば酷評される事のある本作だが、操作系、映像系を除くシステム部分のアーキテクチャはアーケード版Rev.1.xとほぼ同一である。つまり、「レバーとペダルによる操縦の疑似体験」、「ドームスクリーンに映し出される迫力ある映像」が戦場の絆というゲームの全てである事の表われであり、例えどの家庭用に移植されたとしても、その本質を失ってしまうことを物語る。
ガンダムゲームとしての販売本数は少ないものの、発売から4日で96,800本を売り上げ、その週の2位(遊☆戯☆王5D's STARDUST ACCELERATOR -WORLD CHAMPIONSHIP 2009-)に倍以上の差を付けて1位となった。
このソフトをベースとして、PSP本体に手を加えて家庭用のコックピットを自作するユーザーも存在が確認されている。
しかしながらコックピットを製作する上で最大のネックとなるのが、アーケード版の左右2本レバーで行う4軸操作に対して、PSP版はひとつの十字キー（またはアナログスティック）のみで行う2軸操作と、根本的に操作法が異なるという点である。
これを解決するには、レバー側の4軸（左手：上下・左右／右手：上下・左右）を、PSP側の2軸（上下・左右）へと信号変換させる事が必須となる。
大半のコックピット製作者は、信号変換の際にソフトウェア制御を用いるが、ソフト自体が汎用設計の為に「斜め後方」に限り移動または旋回（オプション設定による）が入力に反して左右反転出力されてしまう不具合がある。
これは横入力操作の移動と旋回がシフトボタンでの切替式の為に起きてしまうやむを得ない現象であるが、自作筐体を手掛ける"ジオミッツ社"氏（ZEOMITS）は、専用のシーケンス制御回路を設計・開発し、それをPSP本体のコントロール基板に直結させるハードウェア制御を用いてソフトウェア制御で起きていた不具合を解消、さらに実際のアーケード版レバーを使用することで、唯一PSP版でありながらも本来のp.o.d.同様のツインスティック方式で行う操作法を実現させたことで知られる。
フランスのRetro-gaming Connexionで紹介された事を切っ掛けに、2012年にメーカー主導の商品化プロジェクトが発足し、その進捗はブログにて公開されていたが、受注生産による高額化，維持管理の高難度，ソフト発売から丸3年経過によるタイミングずれ，そして何よりPSP基板改造及びレバー使用に対する不認可の為に頓挫、ブログもOCNのサービス終了に伴い閉鎖されている。
この際のコックピット型コントローラー試作には、非公式ながらPSP Remaster版の戦場の絆ポータブルが用いられ、DUALSHOCK 3の互換基板を改造することで開発が進められていた。
関係者に支給されたPlayStation 3では、PSPを使用することなく単体でアドホック・パーティーのオンラインプレイが可能であったが、ゲーム中にレーダーが機能しない不具合もあった。

## 機動戦士ガンダム 戦場の絆 VR PROTOTYPE Ver.
VR体験施設『VR ZONE SHINJUKU』でテスト設置のアミューズメント施設用アクションゲームのVRアクティビティ。2017年11月10日から2018年1月9日まで期間限定試験運用。HMDに専用可動式コクピット筐体VRプロトタイプVer.モーションコクピットを使用し4対4のバトルが楽しめる。